# Emilio Hernán
Emilio Hernán Díaz Herrera (Madrid, 9 de abril de 1932), fue un ciclista español que fue profesional entre 1956 y 1961. Su mayor éxito deportivo fue la victoria a la Vuelta en Asturias de 1956.

## Palmarés
- 1955
  - 2º en la Vuelta a Navarra
- 1956
  - 1º en la Vuelta a Asturias
  - Vencedor de una etapa a la Vuelta a Mallorca

### Resultados a laVuelta a España
- 1956. Abandona
- 1957. 43.º de la clasificación general
- 1961. 27º de la clasificación general